# Thestor protumnus
Thestor protumnus är en fjärilsart som beskrevs av Carl von Linné 1764. Thestor protumnus ingår i släktet Thestor och familjen juvelvingar. Inga underarter finns listade i Catalogue of Life.

## Bildgalleri

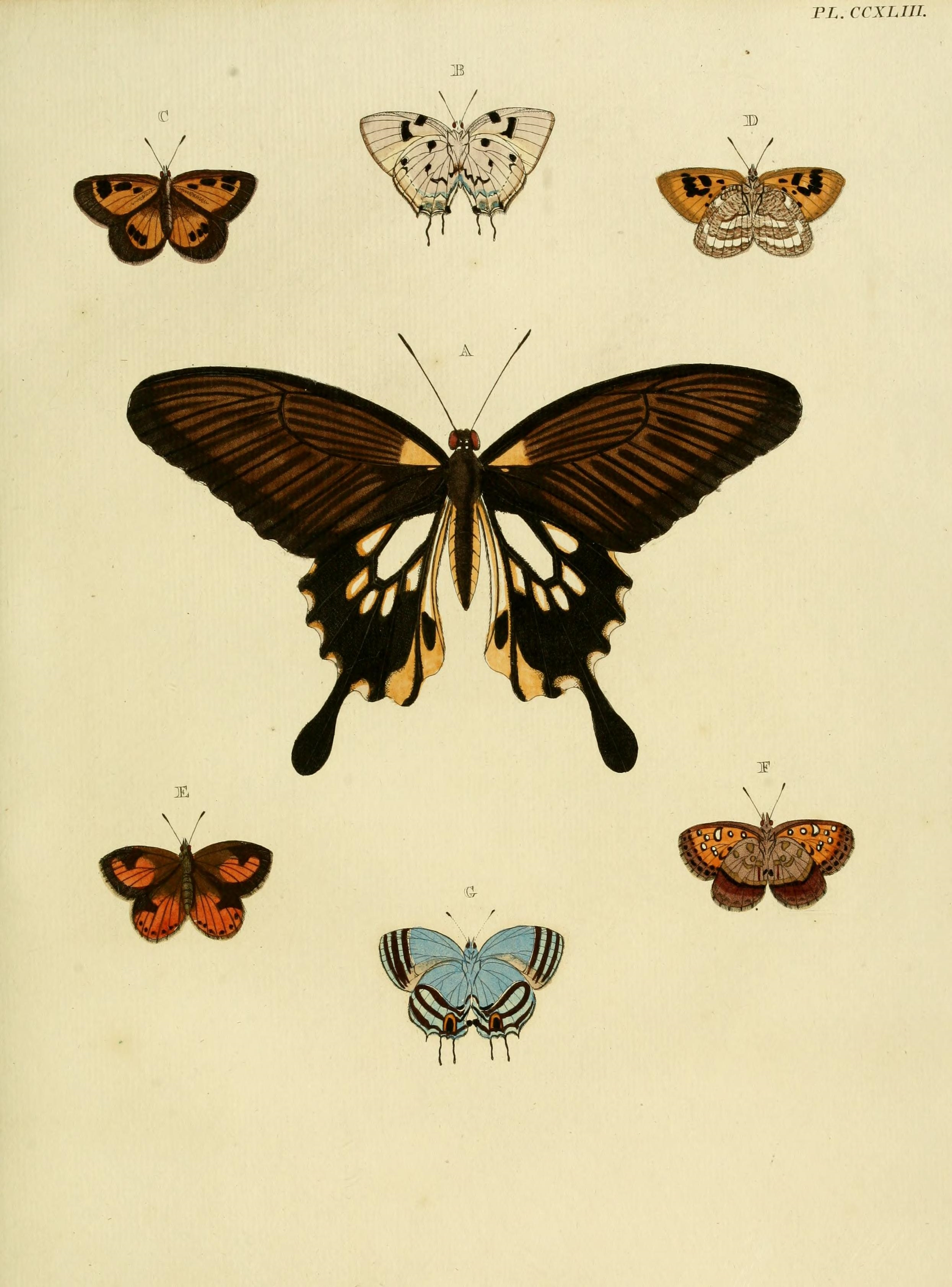
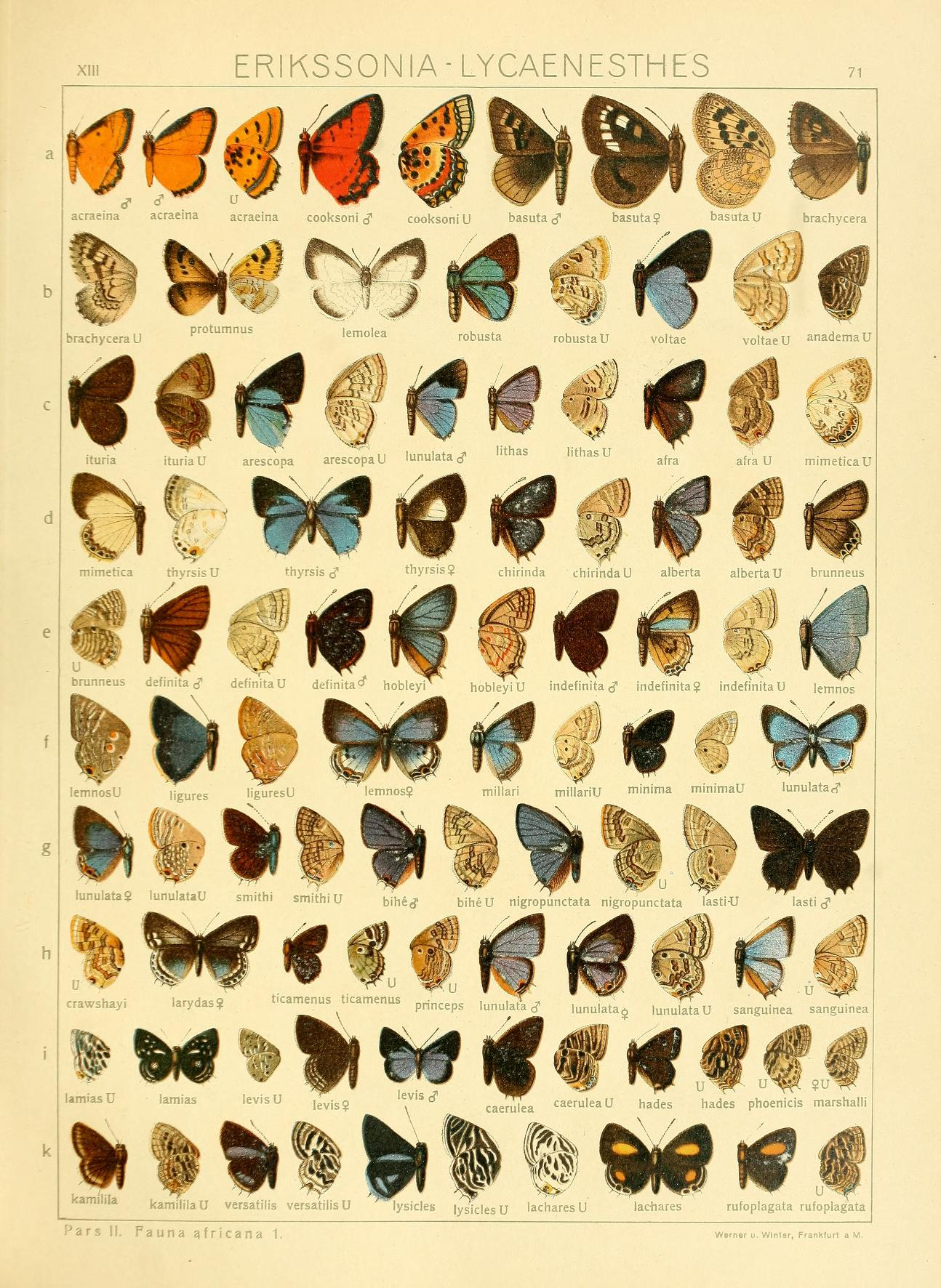
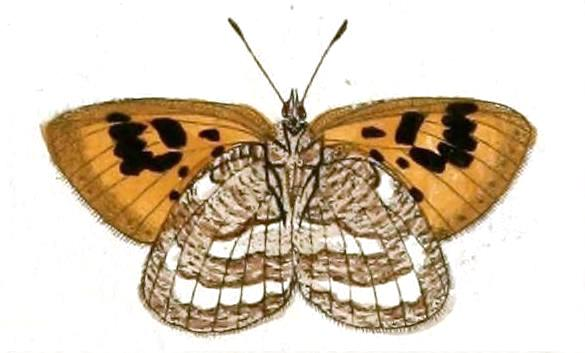